# Ohaozara
Ohaozara è una delle tredici aree a governo locale (local government areas) in cui è suddiviso lo stato di Ebonyi, nella Repubblica Federale della Nigeria.
Si estende su una superficie di 312 km² e conta una popolazione di 148.626  abitanti.